# 松井茂

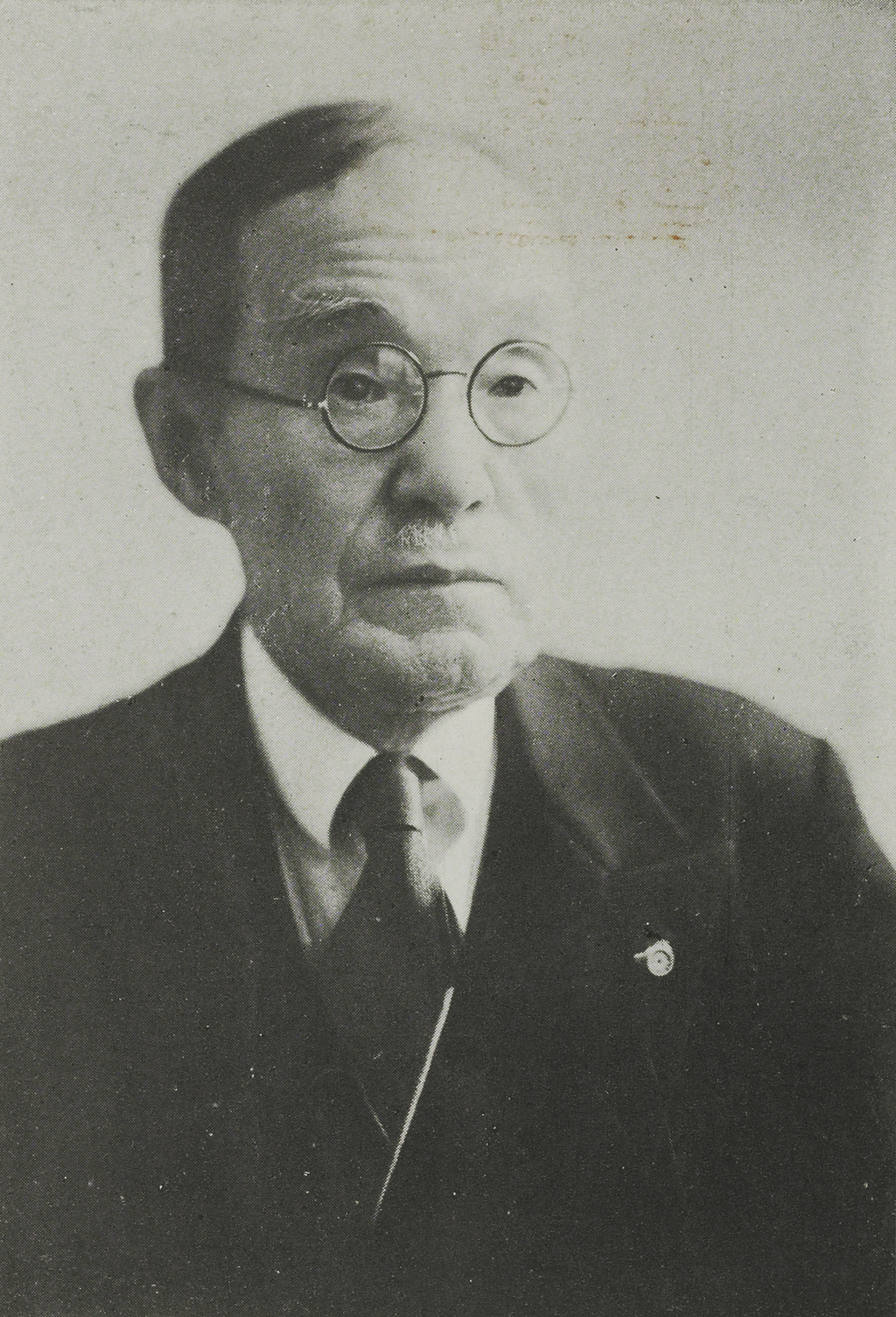
松井茂

松井 茂（まつい しげる、1866年11月4日（慶応2年9月27日） - 1945年（昭和20年）9月9日）は、日本の内務官僚、政治家。法学博士。族籍は東京士族。

## 来歴
1866年広島県広島市猿楽町（のち広島市中区大手町）生まれ。有隣の長男。広島尋常中学（広島国泰寺高等学校の前身）で、柴野登一（中村是公）、玉井喜作らと同級。1880年父親の転勤で丸亀に移り、翌1881年上京。獨逸学協会学校（現・獨協中学校・高等学校）、東京大学予備門（第一高等学校）を経て1893年東京帝国大学法科大学独法科卒業、引き続き法科大学研究科で警察法を研究。
日清戦争直前の1893年内務省入省。警視庁四谷警察署長を振り出しに香川県警察部長、警保局警務課長、警視庁第二部長兼任内務書記官、兼任消防署長（のちの消防総監）などを経て1905年、警視庁第一部長となり日比谷焼打事件の鎮圧指揮にあたった。1906年『警察の本領-一名公衆と警察』を著し、民衆を警察の側に近づける努力をすべきであるという主張を明確にした。この間、のちに有松英義が大成させた行政執行法の前身法たる警察基礎法、その他、警察監視法案、銃砲火薬法案の立案に従事した他、警察監獄学校、警察協会、大日本消防協会（のち日本消防協会）設立、國技館建設などに関与。また娼妓取締規則問題などに奔走した。1907年には韓国内部警務局長として植民地警察機構の整備をはかり対韓政策に尽力。丸山重俊らと協議し(大韓帝国)警視庁新設等、韓国警察機構の立案を担当。1910年韓国政府より勲一等に叙せられ八卦章賜与。同年、穂積八束の推薦により、内務官僚として初めて法学博士の学位を得る。
1911年静岡県知事、1913年愛知県知事を歴任後、1918年警察講習所創設を企図し翌1919年警察講習所長となる。1918年に起きた米騒動の鎮圧で、警察の弾圧・検挙活動が民衆の反感を招いたが、松井は国民のなかに警察と協力する自衛思想をもたせること、国民警察の思想の注入こそが必要と精力的に各地で講演を繰り返した。また警察講習所長として警察幹部の訓育に情熱を燃やす。それまでは警察幹部を養成する国の大方針がなく、警察学校は何度も廃止になったり私立学校であって、その整備は場当たり的だった。しかし関東大震災の影響で組織は縮小され1924年同講習所顧問となるが、松井が理想とした国家による警察教育制度の確立は、戦後の警察制度改革で実現された。1934年7月3日、貴族院勅選議員に任じられ死去まで在任。その他、大礼使事務官、警察協会副会長、消防協会副会長、警察共済組合審査会議長、中央社会事業協会理事、社団法人赤十字社理事、皇民会長、国民精神総動員中央連盟理事、大日本警防協会副会長、内務省防空局参与など、多くの要職に就く。また警察と消防に関する膨大な著書・論文を生涯の仕事として残し皇民警察を唱道した。1920年勲一等瑞宝章授与。
戦前の代表的警察官僚で、警察法の立法に努め、1900年の警視庁第二部長時代には道路取締規程の作成により、道路交通法の左側通行を導入。また、1901年から翌年まで欧米各国を巡歴し警察及び消防を視察、救助はしご車の輸入や救急自動車の導入に尽力する等、日本に於ける警察と消防行政の基礎を築いた人物である。
1945年9月9日、疎開先の東京都西多摩郡霞村で死去。享年80。築地本願寺で警察消防葬が行われた。墓所は多磨霊園。

## 栄典
位階
- 1925年（大正14年）1月31日 - 正三位[20]

勲章等
- 1909年（明治42年）4月18日 - 皇太子渡韓記念章[21]
- 1915年（大正4年）11月10日 - 大礼記念章[22]
- 1916年（大正5年）
  - 1月19日 - 勲二等瑞宝章[23]
  - 4月1日 - 旭日重光章[24]
- 1920年（大正9年）11月1日 - 勲一等瑞宝章[25]
- 1940年（昭和15年）8月15日 - 紀元二千六百年祝典記念章[26]

外国勲章佩用允許
- 1908年（明治41年）7月2日
  - 大韓帝国：第二等太極章[27]
  - 大韓帝国：韓国皇帝陛下即位礼式記念章[27]
- 1910年（明治43年）5月16日 - 大韓帝国：韓国皇帝陛下南西巡幸記念章[28]

## 主な著作
- 『日本警察要論』（警察協会、1902年）
- 『欧米警察視察談』（警察協会、1902年）
- 『警察の本領』（博文館、1906年）
- 『各国警察制度』（警察協会、1906年）
- 『各国警察制度沿革史』（警眼社、1906年）
- 『自治と警察』（警眼社、1913年）
- 『独逸消防の近況と所感』（大学館、1919年）
- 『警察の根本問題』（警察講習所学友会、1917年）
- 『国民消防』（松華堂、1926年）
- 『警察読本』（日本評論社、1933）
- 『消防精神』（日本評論社、1935年）